# Horka II
Horka II település Csehországban, a Kutná Hora-i járásban. Horka II Pertoltice, Hulice, Loket, Zruč nad Sázavou, Vlastějovice, Dolní Pohleď és Bernartice településekkel határos. Lakosainak száma 406 fő (2024. január 1.).

## Népesség
A település lakosságának változását az alábbi diagram mutatja:
| Lakosok száma | 835  | 746  | 768  | 578  | 499  | 399  | 394  | 396  | 388  | 406  |
|               | 1869 | 1890 | 1921 | 1950 | 1980 | 2001 | 2017 | 2019 | 2022 | 2024 |